# فیلودینامیک باکتریایی
فیلودینامیک باکتریایی (به انگلیسی: Bacterial phylodynamics) مطالعه فرایندهای ایمنی‌شناسی، همه‌گیرشناسی و فیلوژنتیک و نقش آن‌ها در درخت تکامل نژادی بیماری‌زاهای باکتریایی می‌باشد.
فیلودینامیک مطالعه فرایندهای زیست‌محیطی، تکاملی و تجزیه و تحلیل فیلوژنتیک برای درک بهتر مکانیسم‌هایی است که منجر به بروزالگوهای تکاملی در بیماری‌زاهای باکتریایی می‌شود.
تجزیه و تحلیل فیلودینامیکی شامل تجزیه و تحلیل تنوع ژنتیکی، انتخاب طبیعی و پویایی‌شناسی جمعیت از منظر تکاملات نژادی بیماری عفونی در طول همه‌گیری‌ها و مطالعه تکامل داخل میزبان ویروس‌ها می‌باشد.
فیلودینامیک باکتریایی برای درک بهتر نقش تکاملی بیماری‌زاهای باکتریایی به بررسی چندریختی تک-نوکلئوتید ژنوم درآن‌ها می‌پردازد. پیشرفت فناوری در زمینه توالی یابی در ۱۰ سال گذشته، تأثیر گسترده‌ای در درک ما از فیلودینامیک باکتریایی و ژنومیک داشته‌است، و با ادامه روند کاهشی هزینه توالی یابی، این فناوری‌ها هم در آزمایشگاه‌های آکادمیک و هم بالینی متداول می‌شوند.
با این حال مقیاس عظیم داده‌هایی که طی چند سال آینده توسط دستگاه‌های توالی یابی تولید می‌شوند، مشکلات بسیاری نیز به وجود می‌آورند. صرفاً ذخیره اطلاعات به بانکهای عظیمی از درایوهای دیسک سخت رایانه ای، همراه با سیستمهای خنک‌کننده گران و راه حل‌های نرم‌افزاری نیاز دارد. همچنین، با افزایش اندازه پایگاه داده‌ها، روش‌های تجزیه و تحلیل نیز باید انطباق پیدا کنند. در حال حاضر حتی بزرگترین تجزیه و تحلیل‌ها شامل صدها یا چند هزار نمونه است. این افزایش توالی ژنوم هانیاز به نوآوری در ذخیره داده‌ها، دسترسی و تجزیه و تحلیل بیوانفورماتیک نیز دارد.

## روش‌ها
مطالعات می‌توانند برای بررسی تعاملات درون یک میزبان یا بین میزبان‌ها طراحی شوند. مطالعات در فیلودینامیک باکتریایی معمولاً بر روی تعامل بین نمونه‌های بسیاری از میزبانهای مختلف در یک موقعیت جغرافیایی خاص یا چندین مکان جغرافیایی مختلف متمرکز است. از نکات بسیار مهم هنگام نمونه‌گیری از جمعیت و تفسیر نتایج مطالعات مربوط به نمونه‌گیری، استراتژی نمونه‌گیری می‌باشد که شامل مورادی همچون تعداد نقاط زمان نمونه برداری، فاصله نمونه برداری و تعداد توالی در هر نقطه زمان می‌باشد.

### تولید داده‌ها

#### تنظیمات آزمایشگاهی
توالی بخشی از ژنوم یا کل ژنوم و روش توالی یابی از مهم‌ترین تنظیمات آزمایشی هستند. بسته به طراحی مطالعه، روش‌های مختلفی برای تجزیه و تحلیل فیلودینامیکی قابل استفاده است اما معمولاً برای تجزیه و تحلیل فیلودینامیک باکتریایی، توالی کل ژنوم باکتری را در نظر می‌گیرند. ژنوم باکتری بسیار بزرگتر از آران‌ایویروس هاست و سرعت تکاملی کندتری نیز دارد. در پی پیشرفت سریع توالی یابی کل ژنوم باکتریایی، خواندن و مقایسه ژنوم کامل باکتری‌ها مقرون به صرفه شده‌است. جهش‌هایی که به دلیل گسترش باکتری بین میزبان ایجاد می‌شود، به دانشمندان امکان را می‌دهد که درختان خانوادگی بیماری‌زاها را به شکل مفصل تولید و مقایسه کنند و همچنین آن‌ها را با توزیع جغرافیایی باکتری‌ها مقایسه کنند. پیشرفت تکنولوژی توالی یابی، فیلودینامیک باکتریایی را ممکن ساخته‌است، اما تهیه مناسب کل ژنوم‌های باکتریایی الزامی است.

#### هم تراز سازی
هنگامی که یک مجموعه داده جدید برای تجزیه و تحلیل فیلودینامیکی بدست می‌آید، توالی‌ها در مجموعه داده‌های جدید تراز می‌شوند. معمولاً جستجوی بلاست برای یافتن گونه‌های مشابه بیماری‌زاهای مورد توجه، انجام می‌شود. به توالی‌هایی که از از بلاست به دست می‌آیند، اطلاعاتی مانند تاریخ جمع‌آوری نمونه و موقعیت جغرافیایی نمونه باید قبل از اضافه شدن این توالی‌ها به مجموعه داده‌ها، اضافه شود. الگوریتم‌های هم‌ترازسازی چند توالی مجموعه داده‌ها را با کلیه توالی‌های انتخاب شده هم تراز می‌کنند. پس از اجرای الگوریتم هم‌ترازسازی چند توالی، ویرایش دستی نیز توصیه می‌شود. در هنگام ویرایش دستی، حذف و اضافه‌های حاصل از هم‌ترازسازی به صورت دستی ویرایش می‌شوند و این ویرایش دستی باعث می‌شود درخت فیلوژنتیکی دقیق تری به دست بیاید.

#### کنترل کیفیت
برای داشتن یک تحلیل دقیق فیلودینامیکی، لازم است از روش‌های کنترل کیفیت استفاده کنیم که شامل مورادی همچون بررسی نمونه‌های موجود در مجموعه داده‌ها برای بررسی آلودگی احتمالی، اندازه‌گیری سیگنال فیلوژنتیک توالی‌ها و بررسی علائم احتمالی سویه‌های نوترکیب می‌باشد. آلودگی نمونه‌ها در مجموعه داده‌ها با روشهای مختلف آزمایشگاهی و با روشهای مناسب استخراج دی‌ان‌ای و آران‌ای قابل حذف است. برای بررسی سیگنال فیلوژنتیک در یک تراز نیز روش‌های گوناگونی وجود دارد، مانند نقشه‌برداری درستنمایی و آزمایش Xia برای اشباع. اگر سیگنال فیلوژنتیک یک تراز خیلی پایین باشد، ممکن است ترازی طولانی‌تر یا تراز ژن دیگری در جاندار برای انجام تجزیه و تحلیل فیلوژنتیک لازم باشد. اکثر الگوریتمهای مورد استفاده برای تجزیه و تحلیل فیلوژنتیک، نوترکیبی را در نظر نمی‌گیرند. سویه‌هایی که علائم نوترکیبی را نشان می‌دهند یا باید از مجموعه داده‌ها خارج شوند یا به تنهایی مورد تجزیه و تحلیل قرار گیرند.

### تحلیل داده‌ها

#### مدل تکاملی
اولین قدم در تجزیه و تحلیل فیلودینامیکی پیدا کردن بهترین مدل جایگزین سیر تکاملی دی‌ان‌ای برای هم‌ترازسازی چند توالی می‌باشد. برای یافتن این مدل می‌توان از الگوریتم‌هایی مانند IQTREE یا MEGA استفاده کرد.

#### استنتاج فیلوژنی
روش‌های مختلف برای استنباط فیلوژنی‌ها وجود دارد. این روش‌ها شامل الگوریتم‌های ساخت درخت مانند روش جفت گروه بدون وزن با میانگین حسابی، اتصال-همسایگی، بیشینه صرفه‌جویی (تبارزایی)، برآورد درست‌نمایی بیشینه و استنباط بیزی می‌باشد.

### آزمون فرضیه

#### ارزیابی
آزمون درخت تکامل نژادی به دست آمده از نظر قابلیت اطمینان، یک قدم مهم در فیلودینامیک محسوب می‌شود. از روش‌های آزمایش قابلیت اطمینان درخت می‌توان به این موارد اشاره کرد: بوت‌استرپینگ (آمار)، برآورد درست‌نمایی بیشینه و احتمال پسین در استنباط بیزی.

#### استنباط فیلودینامیک
روش‌های مختلفی برای ارزیابی قابلیت اطمینان فیلودینامیک یک مجموعه داده استفاده می‌شود. این روشها شامل تخمین ساعت مولکولی مجموعه داده‌ها، تاریخچه جمعیتی، ساختار جمعیت، شارش ژن و تجزیه و تحلیل انتخاب هستند. نتایج فیلودینامیکی یک مجموعه داده می‌تواند به طراحی بهتر مطالعات آتی کمک کند.